# Ottavio Leoni
Pour les articles homonymes, voir Leoni.

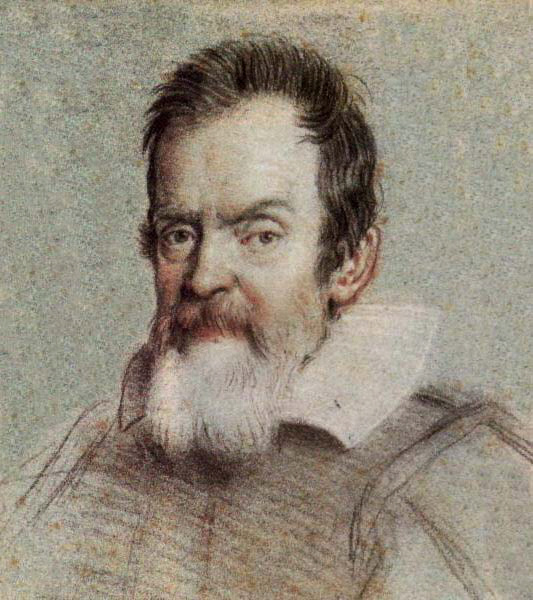
Portrait de Galilée.

Ottavio Leoni ou Leoni de Marsari dit il Padovanino (suivant son père qui était surnommé Il Padovino) (Rome, 1578 - Rome, 1630) est un peintre et graveur italien baroque, connu pour ses portraits.

## Biographie
Ottavio Leoni a été président de l'Accademia di San Luca fondée en 1593 sous la direction initiale de Federico Zuccari.

## Œuvres principales
Portraits de :
- Le Caravage
- Galileo Galilei
- le Guerchin,
- le Bernin,
- Simon Vouet
- Federico Zuccari, musée du Louvre
- Hyppolita Marotti, musée du Louvre
- Pietro Paolo Melchiore, musée du Louvre
- Filippo d'Angeli Romano, surnommé Filippo Napoletano, musée du Louvre
- Mazino de Savoie
- Un homme en habit de cardinal : le pape Alexandre VII
- Marie de Médicis (présumé)
- Antiveduto Grammatica
- Autoportrait (1625), musée des Beaux-Arts de Lyon
- Portrait de Faustina Calora Pacifici, pierre noire et rehauts de craie blanche sur papier bleu, 20 × 14,8 cm[1]. Paris, Beaux-Arts de Paris[2]. En buste et de trois quarts, la jeune femme représentée est l'épouse de Statilio Pacifici, grand mécène de l'artiste. Son visage pourrait avoir inspiré l'artiste pour sa vierge dans l'Annonciation de Sant'Eustachio.
- Portrait de Vincenzo Della Marra, pierre noire, sanguine et rehauts de craie blanche sur papier bleu, 21,6 × 15,9 cm[3]. Paris, Beaux-Arts de Paris[4]. Caractéristique de la production de Leoni, il utilise la technique aux trois crayons sur papier bleu, traçant à la pierre noire les traits de Vincenzo Della Marra avant d'en souligner certains détails à la sanguine : oreilles, nez, bouche, cheveux et moustache.
- Portrait de jeune femme en buste, haute collerette, pierre noire sur papier bleu, 11,4 × 8,7 cm[5]. Paris, Beaux-Arts de Paris[6]. La jeune fille non identifiée est croquée à la pierre noire sur une feuille de papier bleu. Le format réduit et la célérité avec laquelle ce dessin est exécuté le rattachent à la technique dite alla macchia qui fit la renommée d'Ottavio Leoni.

Et diverses études :
- Portrait de vieille femme, musée du Louvre
- Portrait d'homme
- Portrait de religieuse, musée du Louvre
- Portrait de dame
- Portrait de jeune femme en buste
- Portrait de jeune femme